# 팔구포
팔구포는 전라남도 신안군 안좌면 도초도, 수치도 , 하치도, 안자도, 옥도, 장병도, 문병도 등으로 둘러 쌓인 해역이다.

## 해양지명
- 제정 해양지명 : 팔구포[1]
- 대표위치(WGS-84) : 34°41´18.2"N, 126°02´43.9"E
- 범위 : 전남 신안군 안좌면 도초도, 수치도, 하치도, 안자도, 옥도, 장병도, 문병도 등으로 둘러 쌓인 해역